# Plešatá zpěvačka
Plešatá zpěvačka (francouzsky La Cantatrice Chauve, rumunsky Cântăreața Cheală) je první hra francouzsko-rumunského dramatika Eugèna Ionesca a bývá považována za vůbec první absurdní drama. Pravda ale je, že už v roce 1947 Jean Tardieu napsal jednoaktovou hru Kdo je tam? (Qui-est là?), kterou můžeme považovat za text stavící se, v podobném duchu jako Plešatá zpěvačka, proti divadelním konvencím. Ionesco tento dramatický text, v němž důsledně bortí tradiční dramatické konvence, prý v rumunštině napsal už roku 1943, tuto verzi ale vydal až v polovině šedesátých let. Ve francouzštině text dopsal v roce 1949, ještě ho však upravoval během zkoušek 1950 – 11. května tohoto roku pak v Théâtre des Noctambules v Paříži proběhla její světová premiéra. U nás byla Plešatá zpěvačka poprvé uvedena v překladu Jiřího Konůpka a v režii Václava Hudečka 17. prosince 1964 v Divadle Na zábradlí v Praze.

## Titul
Ionescem původně zvažované tituly zněly Big Ben Revue (Big-Ben Folies) nebo Hodina angličtiny (Une Heure d'anglais). Když se začalo připravovat první uvedení hry, nesla název Anglicky snadno a rychle (L'Anglais sans peine). Jak uvedl Nicolas Bataille, režisér francouzské premiéry, problém spočíval v tom, že tento název připomínal hru Tristana Bernarda Angličtina, jak se jí mluví (L'Anglais tel qu'on le parle, 1899). Během jedné ze zkoušek měl herec, který hrál postavu kapitána hasičů, momentální výpadek paměti a v pasáži, v níž líčí historku o rýmě, vynechal několik vět a místo blonďatá zpěvačka řekl plešatá zpěvačka. Ionesco, který byl zkoušce přítomen, ji prý přerušil a vykřikl: Název je na světě! Jakkoli nám může titul Plešatá zpěvačka připadat zvláštní a nesouvisející s dějem, má pravděpodobně více významových rovin – jednou z nich, vzhledem k antijazykovému zaměření hry, může být ta, že zpěvačka ke svému uměleckému vyjádření nepotřebuje vlasy, stejně jako divadlo jazyk.
Podtitul hry zní Antidrama (Anti-Pièce v novějším českém překladu Ivana Zmatlíka z roku 2006 jako Antihra). Ionesco tímto označením vystihuje svůj postoj ke konvenčnímu dramatu spočívající v popírání, negaci či zpochybnění některých jeho principů. Je ale důležité zmínit, že Ionescovo antidrama (stejně jako celý proud absurdního divadla) je opozicí jak vůči klasickému dramatu (pevně se držícího strnulých klasicistních konvencí), tak vůči brechtovskému epickému divadlu, tak i vůči realističtějším a iluzivnějším formám divadla.

## Postavy
- Pan Smith
- Paní Smithová
- Pan Martin
- Paní Martinová
- Mary – služebná
- Kapitán hasičů

## Antidrama

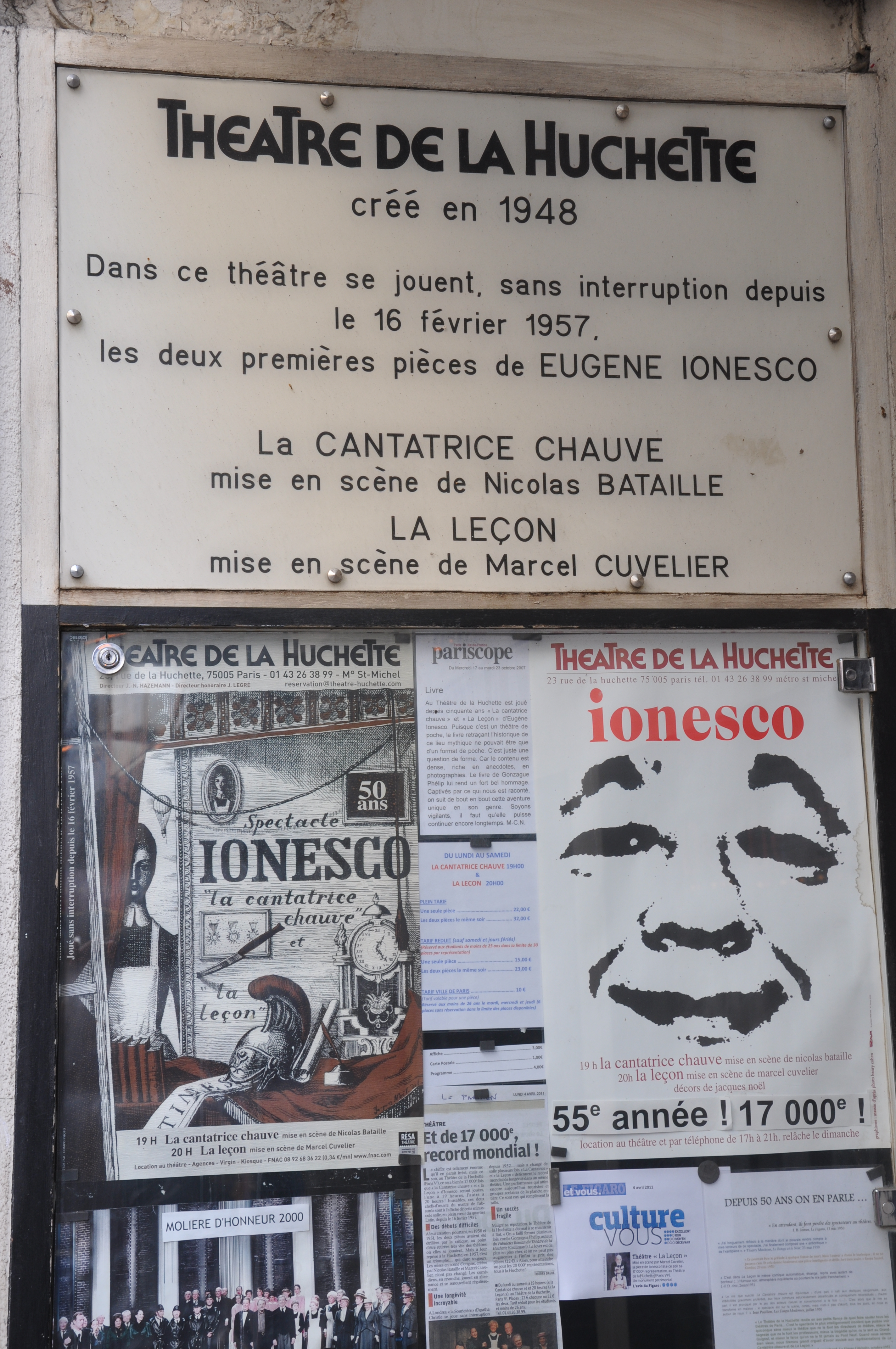
Plakáty visící před Théâtre de la Huchette v roce 2011

V této antihře vystupují dva manželské páry z okolí Londýna – Smithovi a Martinovi. Během návštěvy spolu konverzují způsobem, který nemá s komunikací nic společného. Vyměňují si banální sdělení, která mnohdy nedávají smysl a ani na sebe nenavazují. Ionesco tak vkládá svým postavám do úst banální „vzorové“ fráze bez jakékoli informace, které objevil v příručce rumunsko-anglické konverzace. Tyto fráze byly vytvořeny, aby usnadňovaly komunikaci mezi lidmi, místo toho ji ale činí zcela nemožnou. V Plešaté zpěvačce se z člověka stal doslova automat, jeho jazyk se proměnil v mechanicky odříkávané fráze z cvičné anglické konverzace, z lidí se stávají loutky, jež se pohybují mechanicky jako stroje. Jejich životy jsou tak stejně předvídatelné, zajímavé a tím i hodnotné jako existence jakéhokoli zaměnitelného, sériově vyráběného stroje.
Premiéra Plešaté zpěvačky v roce 1950 byla přivítána skandálem. Publikum už od začátku představení projevovalo nesouhlas. Plešatá zpěvačka, pokud vím, žádná zpěvačka se neobjevila a viděl jste snad, že by byl někdo plešatý? Reakce podobného rázu zaznamenal Jacques Lemarchand v předmluvě k I. svazku Ionescových her. Diváci čekali plešatou zpěvačku a žádná se nedostavila, a tak se cítili okradeni. V kritikách převládal pocit nečekaného překvapení z neobvyklosti a obrana starých divadelních konvencí. I přes to byla hra nakonec přijata a stala se z ní jedna z nejhranějších her současnosti. V Théâtre des Noctambules byla inscenace uváděna po šest sezón. Po krátkém přerušení byla pak převedena do Théâtre de la Huchette – malého divadla v uličce de la Huchette na levém břehu Seiny, kde se inscenace bez přerušení hraje dodnes.